# Marigny (Giura)
Marigny è un comune francese di 186 abitanti situato nel dipartimento del Giura nella regione della Borgogna-Franca Contea.

## Patrimonio dell'umanità
A Marigny ci sono vari siti preistorici inclusi negli antichi insediamenti sulle Alpi, patrimonio dell'umanità UNESCO.

## Società

### Evoluzione demografica
Abitanti censiti